# 北京经济史
北京经济史介绍北京经济的历史。

## 古代

### 远古时期
北京经济在古代属于自给自足的自然经济。

### 隋唐至清代
燕京是辽代政治、经济、文化的中心之一，手工业达到了空前繁荣，地区之间贸易和商业往来频繁。1122年，金联合宋灭辽。1153年，北京成为金的首都，改名为中都。

## 近代

### 清朝晚期
《京师总商会各行商号》宣统年间刊本记载，1909年至1911年期间，北京市共有40个行业、4541家商铺。

### 民国初期
根据《冀察调查统计丛刊》第一卷中记载：1935年，北京有商业行业92个，商铺1.2万家。1937年北京人口达到百万，经济发展迅速，成为了全国的政治文化中心和北方的经济中心。

### 抗日战争时期
1937年七七事变爆发后，日军占领北京，强行霸占了华商电灯公司、石景山炼铁厂、长辛店机车修理厂、南口机车车辆厂、清河制呢厂等企业。此后八年时间里，日本采取“以战养战”的方针，北京的经济模式由原来的以商业为中心，转为以战争服务为中心。期间，日本在北京投资建设了一批与战争联系紧密的重工业企业，如1939年建立的北京第一座水泥厂等。到1944年，北京重工业的比重已经达到了资本总额的50％左右。
从1937年到1942年，北京民营工厂的数量由140家增至200家，资本总额增长了13.1倍，年产值增加了4.3倍。

## 中华人民共和国时期

### 建国初期
1949年北京市商业行业共有128个，商铺7万余家。

### 现代发展
从1979年到2007年的29年间，北京GDP年平均增长率为10.4％。2007年度年所得12万元以上个人所得税自行纳税申报者北京市达34.1万人，仅次于广东省，居全国第二位。2009年末全市中資金融机构人民币居民储蓄存款余额14,566.3亿元，人均儲蓄達到84,442元。北京居民具有较高的消费能力，2009年全年累计实现社会消费品零售额为5310亿元，比上年增长15.7%。2009年，北京城镇、农村居民的恩格尔系数分别为32.4%和33.2%。按照世界銀行劃分的標準，目前北京屬於中等富裕程度的城市，而按照联合国粮农组织的标准，北京已达到“富裕型”社会。

### 脚注
1. ↑  李京文 2010，第1章
2. 1 2 3 4  . 新华网. 北京现代商报. 2005-09-02  [2017-03-31]. （原始内容存档于2007-01-06）.
3. ↑  曹子西. . . 中国书店出版社. 1994-10-01.

### 书籍
- 孙健, , 北京燕山出版社, 1996, ISBN 9787540207694
- 于德源, , 人民出版社, 2014, ISBN 7010138869
- 李京文; 何喜军, 周桂元 , 编, , 中国财政经济出版社, 2010, ISBN 7509524342
- 王岗; 齐大之, , 人民出版社, 2011, ISBN 9787010099521
- 孙健; 刘娟; 李建平; 毕惠芳, , 北京燕山出版社, 1990
- 李志英, 1995 , 编, , 北京科学技术出版社, ISBN 7530416340